# Altorthodoxe Pomorische Kirche
Die Altorthodoxe Pomorische Kirche (russisch Древлеправославная поморская церковь/ДПЦ) ist eine orthodoxe Religionsgemeinschaft der priesterlosen Altgläubigen (Pomorzy oder Danilowzy), die durch die liturgischen Reformen des Patriarchen Nikon in der zweiten Hälfte des 17. Jahrhunderts in Russland aus einer Spaltung innerhalb der russisch-orthodoxen Kirche entstanden ist.

## Geschichte
1694 wurde in der Pomorje (Karelien), im Norden des europäischen Teils Russlands, von Daniel Wikulin und den Brüdern Denisow am Wyg-Fluss (russisch Выг) das Wygorezkaja-Kloster, (auch Wygowskaja-Kloster oder Wyg-Einsiedelei) gegründet, das vom Anfang des 18. Jahrhunderts bis zum Ende des 19. Jahrhunderts das geistige Zentrum der Altgläubigen war.
Im Wygorezkaja-Kloster wurden die „Pomorischen Antworten“ verfasst, eine Zusammenstellung von religiösen Fragen und deren Beantwortung durch die Ältesten der Pomorzy, die als Grundlage der pomorischen Religionslehre diente. Die Gemeinden der Pomorzy leisteten einen bedeutenden Beitrag zur Besiedlung der nördlichen Gebiete Russlands und wurden Anfang des 19. Jahrhunderts zu wichtigen ökonomischen Zentren des Russischen Nordens. Die Mönche kopierten alte Manuskripte, verfassten religiöse Werke, malten Ikonen und bildeten Chorsänger aus. Im Winter, wenn das Weiße Meer gefroren war, jagten die Altgläubigen auf dem Eis und kamen dabei bis nach Spitzbergen und Nowaja Semlja. 1855 wurden sie von Zar Alexander II. vertrieben.
Die kirchliche Organisation der Pomorzy wurde nach der Veröffentlichung des sogenannten Toleranzedikts des Zaren Nikolaus II. vom 17. April 1905 Über die Festigung der Grundlagen der Glaubensfreiheit geschaffen. Die erste Kirche der Pomorzy wurde am 10. Mai 1909 in Moskau geweiht.
Nach der Revolution von 1917 gründete ein Teil der Pomorjaner Gemeinden und religiöse Zentren im Ausland.

## Theologie

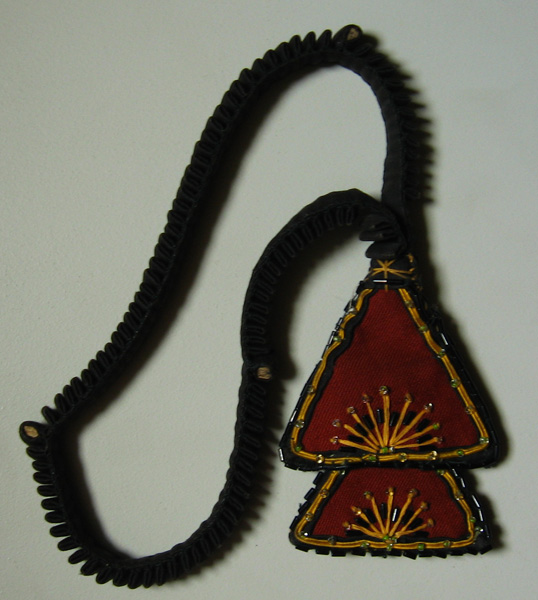
Pomorische Lestowka, vergleichbar mit dem Rosenkranz

Ursprünglich lehnten die Pomorjaner die Heirat und das Gebet für den Zaren ab. Erst nach 1739, unter dem Druck der Behörden, übernahmen sie das Gebet für den Zaren. Dies führte zur Abspaltung der Filippowzy, die das Gebet nicht anerkannten, und der Fedosejewzy, die die Heirat ablehnen und ein asketisches klosterähnliches Leben führten. Wie viele andere priesterlose Glaubensgemeinschaften hat die Altorthodoxe Pomorische Kirche kein hierarchisches Priestertum. Die Abhaltung der Gottesdienste sowie die Erteilung der Sakramente übernahmen die geistigen Lehrer. Anfang der 1830er Jahre spalteten sich die Pomorzy in die Nowopomorzy,  die die Ehe akzeptierten, und die Staropomorzy,  die die Ehe ablehnten.

## Organisation
Die Altorthodoxe Pomorische Kirche hat Gemeinden in Russland, Litauen, Lettland, Estland, Polen, Belarus und in der Ukraine (in diesen Ländern bestehen Führungsgremien wie Nationalräte und Geistliche Kommissionen), sowie in den USA, Brasilien und anderen Ländern.
2001 gab es in Litauen 59 offiziell registrierte Gemeinden der Pomorzy mit 27.000 Mitgliedern.
- Rat der Altorthodoxen Pomorischen Kirche in Russland: Российский совет ДПЦ (РС ДПЦ)

Vorsitzender: Wladimir Wiktorowitsch Schamarin
- Rat der Altorthodoxen Pomorischen Kirche in Belarus

Vorsitzender: Pjotr Alexandrowitsch Orlow
- Rat der Altorthodoxen Pomorischen Kirche in Litauen

Vorsitzender: Nikolai Pilnikow
- Rat der Altorthodoxen Pomorischen Kirche in Lettland

Vorsitzender: Alexy Karatajew
- Hauptrat der Altorthodoxen Pomorischen Kirche in der Republik Polen

Vorsitzender: Mieczysław Kapłanow